# Диметилдихлорогерман
Диметилдихлорогерман — элементоорганическое вещество, хлор- и алкилпроизводное германия с формулой Ge(CH3)2Cl2, 
бесцветная жидкость.

## Получение
- Реакция порошкообразного германия с хлорметаном:

{\displaystyle {\mathsf {Ge+2CH_{3}Cl\ {\xrightarrow {400^{o}C}}\ Ge(CH_{3})_{2}Cl_{2}}}}

## Физические свойства
Диметилдихлорогерман — бесцветная, легко гидролизующаяся жидкость.